# Flottille de Constantinople
La flottille de Constantinople (en allemand : U-Halbflottille Konstantinopel) était une formation de la Marine impériale allemande créée pendant la Première Guerre mondiale pour mettre en œuvre la campagne des U-Boote contre la navigation alliée en Méditerranée et en mer Noire en soutien à son allié, l'Empire ottoman. En dépit de son nom officiel, les « sous-marins de la division méditerranéenne à Constantinople » (U-Boote der Mittelmeerdivision in Konstantinopel), elle servit peu de temps là-bas, opérant principalement contre la navigation russe dans la mer Noire.
La flottille de Constantinople disposa à son apogée d’une flotte de 11 sous-marins, mais en raison des conditions défavorables au commerce dans la mer Noire, elle connut peu de succès au cours de ses trois années d'opérations. En trois années d'opération, la force envoya par le fond 117 093 tonneaux.
15 sous-marins servirent dans la flottille de Constantinople; 7 furent perdus en opération : 5 en mer Noire et 2 en Méditerranée. Un sous-marin fut vendu à la Bulgarie. Deux autres sous-marins furent assignés à la Flottille, mais furent perdus alors qu’ils étaient en route vers Constantinople.
En 1917, la force fut amalgamée avec la flottille de Pola, en passant sous le commandement du chef des sous-marins en Méditerranée (Führer der U-boote im Mittelmeer). L'unité fut renommée la demi-flottille de Constantinople (U-Halbflotille Konstantinopel).
En 1918, avec l'effondrement des Empires centraux, les sous-marins allemands furent sabordés, ou s’enfuirent pour rejoindre les bâtiments basés à Pola afin d’évacuer vers l'Allemagne.

## Listes des sous-marins
- U-21
- U-33
- U-38
- UB-3
- UB-7
- UB-8
- UB-14
- UB-42
- UB-45
- UB-44
- UB-46
- UB-66
- UB-68
- UC-13
- UC-15
- UC-23
- UC-37

## Officiers commandants
| Date | Commandant  | Titre                                                     |
| ---- | ----------- | --------------------------------------------------------- |
| 1915 | ?           |                                                           |
| 1916 | ?           |                                                           |
| 1917 | K/L Kreuger | Officier commandant de la division de la Méditerranée     |
| 1918 | K/L Adam    | Officier commandant de la demi-division de Constantinople |